# 双耳听觉测试
双耳听觉测试是用来测试听觉系统选择性专注的生理学测试，在认知心理学和神经科学中都有应用。具体来说定义如下：该测试被用于测试语音听觉的脑侧化 。标准的双耳听觉测试向被试的耳机内同时输入两个不同的听觉刺激（通常是語言），之后要求被试重复输入的单词之一。当被试的注意力在一只耳朵时，他们会几乎忽略另一只耳朵收到的信息，连英语变成德語都注意不到，但是却可以注意到男声变成了女声。这说明被试依然可以注意到音调变化。

## 延伸閱讀
- Hugdahl, Kenneth. . New York: Wiley. 1988. ISBN 0-471-91267-0. OCLC 18350007.